# Alex Turner
Alexander David "Alex" Turner (født 6. januar 1986) er forsanger, guitarist og sangskriver i den britiske indiegruppe Arctic Monkeys fra High Green, Sheffield
Han har desuden udgivet albummet The Age of the Understatement i 2008 sammen med forsangeren i The Rascals, Miles Kane. Denne duo, senere supergruppe, kalder sig The Last Shadow Puppets.
Turner har bl.a indspillet soundtrack til filmen Submarine. 